# جام پرزیدنت اقیانوسیه
جام پرزیدنت اقیانوسیه یک مسابقه فوتبال بود که توسط کنفدراسیون فوتبال اقیانوسیه (اواف‌سی) بین باشگاه‌ها و تیم‌های ملی برگزار شد. تصمیم برای ایجاد این رقابت در کمیته اجرایی اواف‌سی در مارس ۲۰۱۴ تایید شد. مسابقه افتتاحیه در اوکلند، نیوزیلند بین ۱۷ و ۲۳ نوامبر ۲۰۱۴ برگزار شد.

## فرمت
در مجموع شش تیم در این مسابقات شرکت کردند: قهرمانان و نایب قهرمانان لیگ قهرمانان اقیانوسیه، دو تیم از کنفدراسیون فوتبال آسیا و دو تیم دعوت شده دیگر.
مسابقات در دو گروه سه تیمی برگزار شد که تیم برتر هر گروه به فینال راه یافتند و تیم‌های باقی مانده به مسابقات مقام سوم و پنجم صعود کردند.

## نتایج
| ۲۰۱۴ جزئیات | اوکلند | اوکلند سیتی | ۲–۱ | آمیکال | البسیتین | ۳–۰ | سنگاپور زیر ۲۳ سال |